# Lago Gutiérrez
Lago Gutiérrez är en sjö i Argentina.   Den ligger i provinsen Río Negro, i den sydvästra delen av landet, 1 400 km sydväst om huvudstaden Buenos Aires. Lago Gutiérrez ligger 808 meter över havet. Arean är 16,4 kvadratkilometer. Den sträcker sig 9,5 kilometer i nord-sydlig riktning, och 6,3 kilometer i öst-västlig riktning.
Trakten runt Lago Gutiérrez består i huvudsak av gräsmarker. Runt Lago Gutiérrez är det ganska glesbefolkat, med 24 invånare per kvadratkilometer.